# Лаяшти
Лаяшти́ (рос. Лаяшты, башк. Лаяшты) — село у складі Ілішевського району Башкортостану, Росія. Входить до складу Ішкаровської сільської ради.
Населення — 460 осіб (2010; 412 у 2002).
Національний склад:
- башкири — 81 %